# Volta a Polònia 2021
La Volta a Polònia 2021 va ser la 78a edició de la cursa ciclista Volta a Polònia. La cursa es disputà entre el 9 i el 15 d'agost de 2021, sobre un recorregut de 1.140,5 km, distribuïts en set etapes. La cursa formava part de l'UCI World Tour 2021.
El vencedor final fou el portuguès João Almeida (Deceuninck-Quick Step), que s'imposà per tan sols 20 segons a Matej Mohorič (Bahrain Victorious) i per vint-i-set a Michał Kwiatkowski (Ineos Grenadiers), segon i tercer respectivament.

## Equips
Vint-i-dos equips prenen part en aquesta edició: els 19 World Tour, que tenen l'obligació de participar-hi en ser una cursa de l'UCI World Tour, dos ProTeams i un equip nacional polonès.
| WorldTeams (19)- AG2R Citroën Team - Astana-Premier Tech - Bahrain Victorious - Bora-Hansgrohe - Cofidis - Deceuninck-Quick Step - EF Education-Nippo - Groupama-FDJ - Ineos Grenadiers - Intermarché-Wanty-Gobert Matériaux - Israel Start-Up Nation - Jumbo-Visma - Lotto Soudal - Movistar Team - Team BikeExchange - Team DSM - Qhubeka NextHash - Trek-Segafredo - UAE Team Emirates ProTeams (2)- Alpecin-Fenix - Gazprom-RusVelo Equip nacional- Polònia |
| |

## Etapes
| Etapa    | Data      | Ciutats d'etapa              | type                      | Distància (km) | Desnivell (m) | Vencedor de l'etapa     | Líder de la general |
| -------- | --------- | ---------------------------- | ------------------------- | -------------- | ------------- | ----------------------- | ------------------- |
| 1a etapa | 9 de ago  | Lublin – Chełm               | etapa accidentada         | 216,4          | 1.522 m       | Phil Bauhaus            | Phil Bauhaus        |
| 2a etapa | 10 de ago | Zamość – Przemyśl            | etapa accidentada         | 200,8          | 1.591 m       | João Almeida            | João Almeida        |
| 3a etapa | 11 de ago | Sanok – Rzeszów              | etapa de mitja muntanya   | 226,4          | 2.625 m       | Fernando Gaviria Rendón | João Almeida        |
| 4a etapa | 12 de ago | Tarnów – Bukowina Tatrzańska | etapa accidentada         | 159,9          | 2.567 m       | João Almeida            | João Almeida        |
| 5a etapa | 13 de ago | Chochołów – Bielsko-Biała    | etapa accidentada         | 172,8          | 2.530 m       | Nikias Arndt            | João Almeida        |
| 6a etapa | 14 de ago | Katowice – Katowice          | contrarellotge individual | 19,1           | 126 m         | Rémi Cavagna            | João Almeida        |
| 7a etapa | 15 de ago | Zabrze – Cracòvia            | etapa plana               | 145,1          | 889 m         | Julius van den Berg     | João Almeida        |

### 1a etapa
| \| Classificació de l'etapa \| Classificació de l'etapa \| Classificació de l'etapa \| Classificació de l'etapa \| Classificació de l'etapa \| \| Corredor \| Corredor \| Equip \| Temps \| \| \| ------------------------ \| ------------------------ \| ---------------------------------- \| ------------------------ \| ------------------------ \| \| 1r \| Phil Bauhaus \| Bahrain Victorious \| 5h 01' 24" \| \| \| 2n \| Álvaro Hodeg Chagui \| Deceuninck-Quick Step \| + 0" \| \| \| 3r \| Hugo Hofstetter \| Israel Start-Up Nation \| + 0" \| \| \| 4t \| Edward Theuns \| Trek-Segafredo \| + 0" \| \| \| 5è \| David Dekker \| Jumbo-Visma \| + 0" \| \| \| 6è \| Dion Smith \| BikeExchange \| + 0" \| \| \| 7è \| Jonas Rickaert \| Alpecin-Fenix \| + 0" \| \| \| 8è \| Biniam Girmay \| Intermarché-Wanty-Gobert Matériaux \| + 0" \| \| \| 9è \| Matej Mohorič \| Bahrain Victorious \| + 0" \| \| \| 10è \| Michał Kwiatkowski \| Ineos Grenadiers \| + 0" \| \| |                     |                                    |            |
| |                     |                                    |            |
| Font: ProCyclingStats |                     |                                    |            |
| Classificació de l'etapa |                     |                                    |            |
| Corredor | Corredor            | Equip                              | Temps      |
| 1r | Phil Bauhaus        | Bahrain Victorious                 | 5h 01' 24" |
| 2n | Álvaro Hodeg Chagui | Deceuninck-Quick Step              | + 0"       |
| 3r | Hugo Hofstetter     | Israel Start-Up Nation             | + 0"       |
| 4t | Edward Theuns       | Trek-Segafredo                     | + 0"       |
| 5è | David Dekker        | Jumbo-Visma                        | + 0"       |
| 6è | Dion Smith          | BikeExchange                       | + 0"       |
| 7è | Jonas Rickaert      | Alpecin-Fenix                      | + 0"       |
| 8è | Biniam Girmay       | Intermarché-Wanty-Gobert Matériaux | + 0"       |
| 9è | Matej Mohorič       | Bahrain Victorious                 | + 0"       |
| 10è | Michał Kwiatkowski  | Ineos Grenadiers                   | + 0"       |

| \| Classificació general \| Classificació general \| Classificació general \| Classificació general \| Classificació general \| \| Corredor \| Corredor \| Equip \| Temps \| \| \| --------------------- \| --------------------- \| ---------------------------------- \| --------------------- \| --------------------- \| \| 1r \| Phil Bauhaus \| Bahrain Victorious \| 5h 01' 14" \| \| \| 2n \| Álvaro Hodeg Chagui \| Deceuninck-Quick Step \| + 4" \| \| \| 3r \| Hugo Hofstetter \| Israel Start-Up Nation \| + 6" \| \| \| 4t \| Michał Kwiatkowski \| Ineos Grenadiers \| + 7" \| \| \| 5è \| Matej Mohorič \| Bahrain Victorious \| + 8" \| \| \| 6è \| Edward Theuns \| Trek-Segafredo \| + 10" \| \| \| 7è \| David Dekker \| Jumbo-Visma \| + 10" \| \| \| 8è \| Dion Smith \| BikeExchange \| + 10" \| \| \| 9è \| Jonas Rickaert \| Alpecin-Fenix \| + 10" \| \| \| 10è \| Biniam Girmay \| Intermarché-Wanty-Gobert Matériaux \| + 10" \| \| |                     |                                    |            |
| |                     |                                    |            |
| Font: ProCyclingStats |                     |                                    |            |
| Classificació general |                     |                                    |            |
| Corredor | Corredor            | Equip                              | Temps      |
| 1r | Phil Bauhaus        | Bahrain Victorious                 | 5h 01' 14" |
| 2n | Álvaro Hodeg Chagui | Deceuninck-Quick Step              | + 4"       |
| 3r | Hugo Hofstetter     | Israel Start-Up Nation             | + 6"       |
| 4t | Michał Kwiatkowski  | Ineos Grenadiers                   | + 7"       |
| 5è | Matej Mohorič       | Bahrain Victorious                 | + 8"       |
| 6è | Edward Theuns       | Trek-Segafredo                     | + 10"      |
| 7è | David Dekker        | Jumbo-Visma                        | + 10"      |
| 8è | Dion Smith          | BikeExchange                       | + 10"      |
| 9è | Jonas Rickaert      | Alpecin-Fenix                      | + 10"      |
| 10è | Biniam Girmay       | Intermarché-Wanty-Gobert Matériaux | + 10"      |

### 2a etapa
| \| Classificació de l'etapa \| Classificació de l'etapa \| Classificació de l'etapa \| Classificació de l'etapa \| Classificació de l'etapa \| \| Corredor \| Corredor \| Equip \| Temps \| \| \| ------------------------ \| ------------------------ \| ---------------------------------- \| ------------------------ \| ------------------------ \| \| 1r \| João Almeida \| Deceuninck-Quick Step \| 4h 41' 33" \| \| \| 2n \| Diego Ulissi \| UAE Team Emirates \| + 0" \| \| \| 3r \| Matej Mohorič \| Bahrain Victorious \| + 0" \| \| \| 4t \| Michał Kwiatkowski \| Ineos Grenadiers \| + 4" \| \| \| 5è \| Mikkel Frølich Honoré \| Deceuninck-Quick Step \| + 8" \| \| \| 6è \| Lorenzo Rota \| Intermarché-Wanty-Gobert Matériaux \| + 12" \| \| \| 7è \| Jai Hindley \| Team DSM \| + 12" \| \| \| 8è \| Giovanni Aleotti \| Bora-Hansgrohe \| + 12" \| \| \| 9è \| Dylan Teuns \| Bahrain Victorious \| + 12" \| \| \| 10è \| Tim Wellens \| Lotto-Soudal \| + 16" \| \| |                       |                                    |            |
| |                       |                                    |            |
| Font: ProCyclingStats |                       |                                    |            |
| Classificació de l'etapa |                       |                                    |            |
| Corredor | Corredor              | Equip                              | Temps      |
| 1r | João Almeida          | Deceuninck-Quick Step              | 4h 41' 33" |
| 2n | Diego Ulissi          | UAE Team Emirates                  | + 0"       |
| 3r | Matej Mohorič         | Bahrain Victorious                 | + 0"       |
| 4t | Michał Kwiatkowski    | Ineos Grenadiers                   | + 4"       |
| 5è | Mikkel Frølich Honoré | Deceuninck-Quick Step              | + 8"       |
| 6è | Lorenzo Rota          | Intermarché-Wanty-Gobert Matériaux | + 12"      |
| 7è | Jai Hindley           | Team DSM                           | + 12"      |
| 8è | Giovanni Aleotti      | Bora-Hansgrohe                     | + 12"      |
| 9è | Dylan Teuns           | Bahrain Victorious                 | + 12"      |
| 10è | Tim Wellens           | Lotto-Soudal                       | + 16"      |

| \| Classificació general \| Classificació general \| Classificació general \| Classificació general \| Classificació general \| \| Corredor \| Corredor \| Equip \| Temps \| \| \| --------------------- \| --------------------- \| ---------------------------------- \| --------------------- \| --------------------- \| \| 1r \| João Almeida \| Deceuninck-Quick Step \| 9h 42' 47" \| \| \| 2n \| Matej Mohorič \| Bahrain Victorious \| + 4" \| \| \| 3r \| Diego Ulissi \| UAE Team Emirates \| + 4" \| \| \| 4t \| Michał Kwiatkowski \| Ineos Grenadiers \| + 11" \| \| \| 5è \| Mikkel Frølich Honoré \| Deceuninck-Quick Step \| + 18" \| \| \| 6è \| Dylan Teuns \| Bahrain Victorious \| + 22" \| \| \| 7è \| Lorenzo Rota \| Intermarché-Wanty-Gobert Matériaux \| + 22" \| \| \| 8è \| Jai Hindley \| Team DSM \| + 22" \| \| \| 9è \| Giovanni Aleotti \| Bora-Hansgrohe \| + 22" \| \| \| 10è \| Tim Wellens \| Lotto-Soudal \| + 26" \| \| |                       |                                    |            |
| |                       |                                    |            |
| Font: ProCyclingStats |                       |                                    |            |
| Classificació general |                       |                                    |            |
| Corredor | Corredor              | Equip                              | Temps      |
| 1r | João Almeida          | Deceuninck-Quick Step              | 9h 42' 47" |
| 2n | Matej Mohorič         | Bahrain Victorious                 | + 4"       |
| 3r | Diego Ulissi          | UAE Team Emirates                  | + 4"       |
| 4t | Michał Kwiatkowski    | Ineos Grenadiers                   | + 11"      |
| 5è | Mikkel Frølich Honoré | Deceuninck-Quick Step              | + 18"      |
| 6è | Dylan Teuns           | Bahrain Victorious                 | + 22"      |
| 7è | Lorenzo Rota          | Intermarché-Wanty-Gobert Matériaux | + 22"      |
| 8è | Jai Hindley           | Team DSM                           | + 22"      |
| 9è | Giovanni Aleotti      | Bora-Hansgrohe                     | + 22"      |
| 10è | Tim Wellens           | Lotto-Soudal                       | + 26"      |

### 3a etapa
| \| Classificació de l'etapa \| Classificació de l'etapa \| Classificació de l'etapa \| Classificació de l'etapa \| Classificació de l'etapa \| \| Corredor \| Corredor \| Equip \| Temps \| \| \| ------------------------ \| ------------------------ \| ------------------------ \| ------------------------ \| ------------------------ \| \| 1r \| Fernando Gaviria Rendón \| UAE Team Emirates \| 5h 18' 15" \| \| \| 2n \| Olav Kooij \| Jumbo-Visma \| + 0" \| \| \| 3r \| Phil Bauhaus \| Bahrain Victorious \| + 0" \| \| \| 4t \| Max Kanter \| Team DSM \| + 0" \| \| \| 5è \| Max Walscheid \| Qhubeka NextHash \| + 0" \| \| \| 6è \| Jonas Rickaert \| Alpecin-Fenix \| + 0" \| \| \| 7è \| Hugo Hofstetter \| Israel Start-Up Nation \| + 0" \| \| \| 8è \| Michael Schwarzmann \| Bora-Hansgrohe \| + 0" \| \| \| 9è \| Michał Kwiatkowski \| Ineos Grenadiers \| + 0" \| \| \| 10è \| John Degenkolb \| Lotto-Soudal \| + 0" \| \| |                         |                        |            |
| |                         |                        |            |
| Font: ProCyclingStats |                         |                        |            |
| Classificació de l'etapa |                         |                        |            |
| Corredor | Corredor                | Equip                  | Temps      |
| 1r | Fernando Gaviria Rendón | UAE Team Emirates      | 5h 18' 15" |
| 2n | Olav Kooij              | Jumbo-Visma            | + 0"       |
| 3r | Phil Bauhaus            | Bahrain Victorious     | + 0"       |
| 4t | Max Kanter              | Team DSM               | + 0"       |
| 5è | Max Walscheid           | Qhubeka NextHash       | + 0"       |
| 6è | Jonas Rickaert          | Alpecin-Fenix          | + 0"       |
| 7è | Hugo Hofstetter         | Israel Start-Up Nation | + 0"       |
| 8è | Michael Schwarzmann     | Bora-Hansgrohe         | + 0"       |
| 9è | Michał Kwiatkowski      | Ineos Grenadiers       | + 0"       |
| 10è | John Degenkolb          | Lotto-Soudal           | + 0"       |

| \| Classificació general \| Classificació general \| Classificació general \| Classificació general \| Classificació general \| \| Corredor \| Corredor \| Equip \| Temps \| \| \| --------------------- \| --------------------- \| ---------------------------------- \| --------------------- \| --------------------- \| \| 1r \| João Almeida \| Deceuninck-Quick Step \| 15h 01' 02" \| \| \| 2n \| Diego Ulissi \| UAE Team Emirates \| + 4" \| \| \| 3r \| Matej Mohorič \| Bahrain Victorious \| + 4" \| \| \| 4t \| Michał Kwiatkowski \| Ineos Grenadiers \| + 11" \| \| \| 5è \| Mikkel Frølich Honoré \| Deceuninck-Quick Step \| + 18" \| \| \| 6è \| Dylan Teuns \| Bahrain Victorious \| + 22" \| \| \| 7è \| Lorenzo Rota \| Intermarché-Wanty-Gobert Matériaux \| + 22" \| \| \| 8è \| Jai Hindley \| Team DSM \| + 22" \| \| \| 9è \| Giovanni Aleotti \| Bora-Hansgrohe \| + 22" \| \| \| 10è \| Einer Rubio \| Movistar Team \| + 26" \| \| |                       |                                    |             |
| |                       |                                    |             |
| Font: ProCyclingStats |                       |                                    |             |
| Classificació general |                       |                                    |             |
| Corredor | Corredor              | Equip                              | Temps       |
| 1r | João Almeida          | Deceuninck-Quick Step              | 15h 01' 02" |
| 2n | Diego Ulissi          | UAE Team Emirates                  | + 4"        |
| 3r | Matej Mohorič         | Bahrain Victorious                 | + 4"        |
| 4t | Michał Kwiatkowski    | Ineos Grenadiers                   | + 11"       |
| 5è | Mikkel Frølich Honoré | Deceuninck-Quick Step              | + 18"       |
| 6è | Dylan Teuns           | Bahrain Victorious                 | + 22"       |
| 7è | Lorenzo Rota          | Intermarché-Wanty-Gobert Matériaux | + 22"       |
| 8è | Jai Hindley           | Team DSM                           | + 22"       |
| 9è | Giovanni Aleotti      | Bora-Hansgrohe                     | + 22"       |
| 10è | Einer Rubio           | Movistar Team                      | + 26"       |

### 4a etapa
| \| Classificació de l'etapa \| Classificació de l'etapa \| Classificació de l'etapa \| Classificació de l'etapa \| Classificació de l'etapa \| \| Corredor \| Corredor \| Equip \| Temps \| \| \| ------------------------ \| ------------------------ \| ---------------------------------- \| ------------------------ \| ------------------------ \| \| 1r \| João Almeida \| Deceuninck-Quick Step \| 3h 51' 32" \| \| \| 2n \| Matej Mohorič \| Bahrain Victorious \| + 0" \| \| \| 3r \| Andrea Vendrame \| AG2R Citroën Team \| + 0" \| \| \| 4t \| Michał Kwiatkowski \| Ineos Grenadiers \| + 0" \| \| \| 5è \| Dion Smith \| BikeExchange \| + 0" \| \| \| 6è \| Jai Hindley \| Team DSM \| + 0" \| \| \| 7è \| Ben Tulett \| Alpecin-Fenix \| + 0" \| \| \| 8è \| Diego Ulissi \| UAE Team Emirates \| + 0" \| \| \| 9è \| Antonio Tiberi \| Trek-Segafredo \| + 0" \| \| \| 10è \| Quinten Hermans \| Intermarché-Wanty-Gobert Matériaux \| + 0" \| \| |                    |                                    |            |
| |                    |                                    |            |
| Font: ProCyclingStats |                    |                                    |            |
| Classificació de l'etapa |                    |                                    |            |
| Corredor | Corredor           | Equip                              | Temps      |
| 1r | João Almeida       | Deceuninck-Quick Step              | 3h 51' 32" |
| 2n | Matej Mohorič      | Bahrain Victorious                 | + 0"       |
| 3r | Andrea Vendrame    | AG2R Citroën Team                  | + 0"       |
| 4t | Michał Kwiatkowski | Ineos Grenadiers                   | + 0"       |
| 5è | Dion Smith         | BikeExchange                       | + 0"       |
| 6è | Jai Hindley        | Team DSM                           | + 0"       |
| 7è | Ben Tulett         | Alpecin-Fenix                      | + 0"       |
| 8è | Diego Ulissi       | UAE Team Emirates                  | + 0"       |
| 9è | Antonio Tiberi     | Trek-Segafredo                     | + 0"       |
| 10è | Quinten Hermans    | Intermarché-Wanty-Gobert Matériaux | + 0"       |

| \| Classificació general \| Classificació general \| Classificació general \| Classificació general \| Classificació general \| \| Corredor \| Corredor \| Equip \| Temps \| \| \| --------------------- \| --------------------- \| ---------------------------------- \| --------------------- \| --------------------- \| \| 1r \| João Almeida \| Deceuninck-Quick Step \| 18h 52' 24" \| \| \| 2n \| Matej Mohorič \| Bahrain Victorious \| + 8" \| \| \| 3r \| Diego Ulissi \| UAE Team Emirates \| + 14" \| \| \| 4t \| Michał Kwiatkowski \| Ineos Grenadiers \| + 21" \| \| \| 5è \| Jai Hindley \| Team DSM \| + 32" \| \| \| 6è \| Dylan Teuns \| Bahrain Victorious \| + 32" \| \| \| 7è \| Lorenzo Rota \| Intermarché-Wanty-Gobert Matériaux \| + 32" \| \| \| 8è \| Giovanni Aleotti \| Bora-Hansgrohe \| + 32" \| \| \| 9è \| Einer Rubio \| Movistar Team \| + 36" \| \| \| 10è \| Tim Wellens \| Lotto-Soudal \| + 36" \| \| |                    |                                    |             |
| |                    |                                    |             |
| Font: ProCyclingStats |                    |                                    |             |
| Classificació general |                    |                                    |             |
| Corredor | Corredor           | Equip                              | Temps       |
| 1r | João Almeida       | Deceuninck-Quick Step              | 18h 52' 24" |
| 2n | Matej Mohorič      | Bahrain Victorious                 | + 8"        |
| 3r | Diego Ulissi       | UAE Team Emirates                  | + 14"       |
| 4t | Michał Kwiatkowski | Ineos Grenadiers                   | + 21"       |
| 5è | Jai Hindley        | Team DSM                           | + 32"       |
| 6è | Dylan Teuns        | Bahrain Victorious                 | + 32"       |
| 7è | Lorenzo Rota       | Intermarché-Wanty-Gobert Matériaux | + 32"       |
| 8è | Giovanni Aleotti   | Bora-Hansgrohe                     | + 32"       |
| 9è | Einer Rubio        | Movistar Team                      | + 36"       |
| 10è | Tim Wellens        | Lotto-Soudal                       | + 36"       |

### 5a etapa
| \| Classificació de l'etapa \| Classificació de l'etapa \| Classificació de l'etapa \| Classificació de l'etapa \| Classificació de l'etapa \| \| Corredor \| Corredor \| Equip \| Temps \| \| \| ------------------------ \| ------------------------ \| ---------------------------------- \| ------------------------ \| ------------------------ \| \| 1r \| Nikias Arndt \| Team DSM \| 4h 02' 20" \| \| \| 2n \| Matej Mohorič \| Bahrain Victorious \| + 0" \| \| \| 3r \| Stefano Oldani \| Lotto-Soudal \| + 0" \| \| \| 4t \| João Almeida \| Deceuninck-Quick Step \| + 0" \| \| \| 5è \| Diego Ulissi \| UAE Team Emirates \| + 0" \| \| \| 6è \| Quinten Hermans \| Intermarché-Wanty-Gobert Matériaux \| + 0" \| \| \| 7è \| David Dekker \| Jumbo-Visma \| + 0" \| \| \| 8è \| Jake Stewart \| Groupama-FDJ \| + 0" \| \| \| 9è \| Andrea Vendrame \| AG2R Citroën Team \| + 0" \| \| \| 10è \| Mikkel Frølich Honoré \| Deceuninck-Quick Step \| + 0" \| \| |                       |                                    |            |
| |                       |                                    |            |
| Font: ProCyclingStats |                       |                                    |            |
| Classificació de l'etapa |                       |                                    |            |
| Corredor | Corredor              | Equip                              | Temps      |
| 1r | Nikias Arndt          | Team DSM                           | 4h 02' 20" |
| 2n | Matej Mohorič         | Bahrain Victorious                 | + 0"       |
| 3r | Stefano Oldani        | Lotto-Soudal                       | + 0"       |
| 4t | João Almeida          | Deceuninck-Quick Step              | + 0"       |
| 5è | Diego Ulissi          | UAE Team Emirates                  | + 0"       |
| 6è | Quinten Hermans       | Intermarché-Wanty-Gobert Matériaux | + 0"       |
| 7è | David Dekker          | Jumbo-Visma                        | + 0"       |
| 8è | Jake Stewart          | Groupama-FDJ                       | + 0"       |
| 9è | Andrea Vendrame       | AG2R Citroën Team                  | + 0"       |
| 10è | Mikkel Frølich Honoré | Deceuninck-Quick Step              | + 0"       |

| \| Classificació general \| Classificació general \| Classificació general \| Classificació general \| Classificació general \| \| Corredor \| Corredor \| Equip \| Temps \| \| \| --------------------- \| --------------------- \| ---------------------------------- \| --------------------- \| --------------------- \| \| 1r \| João Almeida \| Deceuninck-Quick Step \| 22h 54' 44" \| \| \| 2n \| Matej Mohorič \| Bahrain Victorious \| + 2" \| \| \| 3r \| Diego Ulissi \| UAE Team Emirates \| + 14" \| \| \| 4t \| Michał Kwiatkowski \| Ineos Grenadiers \| + 21" \| \| \| 5è \| Lorenzo Rota \| Intermarché-Wanty-Gobert Matériaux \| + 32" \| \| \| 6è \| Giovanni Aleotti \| Bora-Hansgrohe \| + 32" \| \| \| 7è \| Dylan Teuns \| Bahrain Victorious \| + 32" \| \| \| 8è \| Einer Rubio \| Movistar Team \| + 36" \| \| \| 9è \| Tim Wellens \| Lotto-Soudal \| + 36" \| \| \| 10è \| Mikkel Frølich Honoré \| Deceuninck-Quick Step \| + 37" \| \| |                       |                                    |             |
| |                       |                                    |             |
| Font: ProCyclingStats |                       |                                    |             |
| Classificació general |                       |                                    |             |
| Corredor | Corredor              | Equip                              | Temps       |
| 1r | João Almeida          | Deceuninck-Quick Step              | 22h 54' 44" |
| 2n | Matej Mohorič         | Bahrain Victorious                 | + 2"        |
| 3r | Diego Ulissi          | UAE Team Emirates                  | + 14"       |
| 4t | Michał Kwiatkowski    | Ineos Grenadiers                   | + 21"       |
| 5è | Lorenzo Rota          | Intermarché-Wanty-Gobert Matériaux | + 32"       |
| 6è | Giovanni Aleotti      | Bora-Hansgrohe                     | + 32"       |
| 7è | Dylan Teuns           | Bahrain Victorious                 | + 32"       |
| 8è | Einer Rubio           | Movistar Team                      | + 36"       |
| 9è | Tim Wellens           | Lotto-Soudal                       | + 36"       |
| 10è | Mikkel Frølich Honoré | Deceuninck-Quick Step              | + 37"       |

### 6a etapa
| \| Classificació de l'etapa \| Classificació de l'etapa \| Classificació de l'etapa \| Classificació de l'etapa \| Classificació de l'etapa \| \| Corredor \| Corredor \| Equip \| Temps \| \| \| ------------------------ \| ------------------------ \| ------------------------ \| ------------------------ \| ------------------------ \| \| 1r \| Rémi Cavagna \| Deceuninck-Quick Step \| 22' 11" \| \| \| 2n \| João Almeida \| Deceuninck-Quick Step \| + 13" \| \| \| 3r \| Maciej Bodnar \| Bora-Hansgrohe \| + 16" \| \| \| 4t \| Mikkel Bjerg \| UAE Team Emirates \| + 18" \| \| \| 5è \| Michał Kwiatkowski \| Ineos Grenadiers \| + 18" \| \| \| 6è \| Max Walscheid \| Qhubeka NextHash \| + 21" \| \| \| 7è \| Nikias Arndt \| Team DSM \| + 27" \| \| \| 8è \| Mikkel Frølich Honoré \| Deceuninck-Quick Step \| + 28" \| \| \| 9è \| Matej Mohorič \| Bahrain Victorious \| + 31" \| \| \| 10è \| Matthias Brändle \| Israel Start-Up Nation \| + 32" \| \| |                       |                        |         |
| |                       |                        |         |
| Font: ProCyclingStats |                       |                        |         |
| Classificació de l'etapa |                       |                        |         |
| Corredor | Corredor              | Equip                  | Temps   |
| 1r | Rémi Cavagna          | Deceuninck-Quick Step  | 22' 11" |
| 2n | João Almeida          | Deceuninck-Quick Step  | + 13"   |
| 3r | Maciej Bodnar         | Bora-Hansgrohe         | + 16"   |
| 4t | Mikkel Bjerg          | UAE Team Emirates      | + 18"   |
| 5è | Michał Kwiatkowski    | Ineos Grenadiers       | + 18"   |
| 6è | Max Walscheid         | Qhubeka NextHash       | + 21"   |
| 7è | Nikias Arndt          | Team DSM               | + 27"   |
| 8è | Mikkel Frølich Honoré | Deceuninck-Quick Step  | + 28"   |
| 9è | Matej Mohorič         | Bahrain Victorious     | + 31"   |
| 10è | Matthias Brändle      | Israel Start-Up Nation | + 32"   |

| \| Classificació general \| Classificació general \| Classificació general \| Classificació general \| Classificació general \| \| Corredor \| Corredor \| Equip \| Temps \| \| \| --------------------- \| --------------------- \| --------------------- \| --------------------- \| --------------------- \| \| 1r \| João Almeida \| Deceuninck-Quick Step \| 23h 17' 07" \| \| \| 2n \| Matej Mohorič \| Bahrain Victorious \| + 20" \| \| \| 3r \| Michał Kwiatkowski \| Ineos Grenadiers \| + 27" \| \| \| 4t \| Diego Ulissi \| UAE Team Emirates \| + 37" \| \| \| 5è \| Mikkel Frølich Honoré \| Deceuninck-Quick Step \| + 53" \| \| \| 6è \| Tim Wellens \| Lotto-Soudal \| + 57" \| \| \| 7è \| Jai Hindley \| Team DSM \| + 1' 06" \| \| \| 8è \| Dylan Teuns \| Bahrain Victorious \| + 1' 25" \| \| \| 9è \| Ben Tulett \| Alpecin-Fenix \| + 1' 28" \| \| \| 10è \| Pascal Eenkhoorn \| Jumbo-Visma \| + 1' 30" \| \| |                       |                       |             |
| |                       |                       |             |
| Font: ProCyclingStats |                       |                       |             |
| Classificació general |                       |                       |             |
| Corredor | Corredor              | Equip                 | Temps       |
| 1r | João Almeida          | Deceuninck-Quick Step | 23h 17' 07" |
| 2n | Matej Mohorič         | Bahrain Victorious    | + 20"       |
| 3r | Michał Kwiatkowski    | Ineos Grenadiers      | + 27"       |
| 4t | Diego Ulissi          | UAE Team Emirates     | + 37"       |
| 5è | Mikkel Frølich Honoré | Deceuninck-Quick Step | + 53"       |
| 6è | Tim Wellens           | Lotto-Soudal          | + 57"       |
| 7è | Jai Hindley           | Team DSM              | + 1' 06"    |
| 8è | Dylan Teuns           | Bahrain Victorious    | + 1' 25"    |
| 9è | Ben Tulett            | Alpecin-Fenix         | + 1' 28"    |
| 10è | Pascal Eenkhoorn      | Jumbo-Visma           | + 1' 30"    |

### 7a etapa
| \| Classificació de l'etapa \| Classificació de l'etapa \| Classificació de l'etapa \| Classificació de l'etapa \| Classificació de l'etapa \| \| Corredor \| Corredor \| Equip \| Temps \| \| \| ------------------------ \| ------------------------ \| ------------------------ \| ------------------------ \| ------------------------ \| \| 1r \| Julius van den Berg \| EF Education-Nippo \| 2h 58' 46" \| \| \| 2n \| Alexis Renard \| Israel Start-Up Nation \| + 0" \| \| \| 3r \| Matteo Jorgenson \| Movistar Team \| + 0" \| \| \| 4t \| Gianni Moscon \| Ineos Grenadiers \| + 0" \| \| \| 5è \| Álvaro Hodeg Chagui \| Deceuninck-Quick Step \| + 3" \| \| \| 6è \| Fernando Gaviria Rendón \| UAE Team Emirates \| + 3" \| \| \| 7è \| Olav Kooij \| Jumbo-Visma \| + 3" \| \| \| 8è \| John Degenkolb \| Lotto-Soudal \| + 3" \| \| \| 9è \| Phil Bauhaus \| Bahrain Victorious \| + 3" \| \| \| 10è \| Lionel Taminiaux \| Alpecin-Fenix \| + 3" \| \| |                         |                        |            |
| |                         |                        |            |
| Font: ProCyclingStats |                         |                        |            |
| Classificació de l'etapa |                         |                        |            |
| Corredor | Corredor                | Equip                  | Temps      |
| 1r | Julius van den Berg     | EF Education-Nippo     | 2h 58' 46" |
| 2n | Alexis Renard           | Israel Start-Up Nation | + 0"       |
| 3r | Matteo Jorgenson        | Movistar Team          | + 0"       |
| 4t | Gianni Moscon           | Ineos Grenadiers       | + 0"       |
| 5è | Álvaro Hodeg Chagui     | Deceuninck-Quick Step  | + 3"       |
| 6è | Fernando Gaviria Rendón | UAE Team Emirates      | + 3"       |
| 7è | Olav Kooij              | Jumbo-Visma            | + 3"       |
| 8è | John Degenkolb          | Lotto-Soudal           | + 3"       |
| 9è | Phil Bauhaus            | Bahrain Victorious     | + 3"       |
| 10è | Lionel Taminiaux        | Alpecin-Fenix          | + 3"       |

## Classificacions finals

### Classificació general
| \| Classificació general \| Classificació general \| Classificació general \| Classificació general \| Classificació general \| \| Corredor \| Corredor \| Equip \| Temps \| \| \| --------------------- \| --------------------- \| --------------------- \| --------------------- \| --------------------- \| \| 1r \| João Almeida \| Deceuninck-Quick Step \| 26h 15' 53" \| \| \| 2n \| Matej Mohorič \| Bahrain Victorious \| + 20" \| \| \| 3r \| Michał Kwiatkowski \| Ineos Grenadiers \| + 27" \| \| \| 4t \| Diego Ulissi \| UAE Team Emirates \| + 37" \| \| \| 5è \| Mikkel Frølich Honoré \| Deceuninck-Quick Step \| + 53" \| \| \| 6è \| Tim Wellens \| Lotto-Soudal \| + 57" \| \| \| 7è \| Jai Hindley \| Team DSM \| + 1' 06" \| \| \| 8è \| Dylan Teuns \| Bahrain Victorious \| + 1' 25" \| \| \| 9è \| Ben Tulett \| Alpecin-Fenix \| + 1' 28" \| \| \| 10è \| Pascal Eenkhoorn \| Jumbo-Visma \| + 1' 30" \| \| |                       |                       |             |
| |                       |                       |             |
| Font: ProCyclingStats |                       |                       |             |
| Classificació general |                       |                       |             |
| Corredor | Corredor              | Equip                 | Temps       |
| 1r | João Almeida          | Deceuninck-Quick Step | 26h 15' 53" |
| 2n | Matej Mohorič         | Bahrain Victorious    | + 20"       |
| 3r | Michał Kwiatkowski    | Ineos Grenadiers      | + 27"       |
| 4t | Diego Ulissi          | UAE Team Emirates     | + 37"       |
| 5è | Mikkel Frølich Honoré | Deceuninck-Quick Step | + 53"       |
| 6è | Tim Wellens           | Lotto-Soudal          | + 57"       |
| 7è | Jai Hindley           | Team DSM              | + 1' 06"    |
| 8è | Dylan Teuns           | Bahrain Victorious    | + 1' 25"    |
| 9è | Ben Tulett            | Alpecin-Fenix         | + 1' 28"    |
| 10è | Pascal Eenkhoorn      | Jumbo-Visma           | + 1' 30"    |

### Classificacions secundàries
| Classificació dels esprints | Classificació dels esprints | Classificació dels esprints | Classificació dels esprints | Classificació dels esprints |
| Corredor                    | Corredor                    | Equip                       | Punts                       |                             |
| --------------------------- | --------------------------- | --------------------------- | --------------------------- | --------------------------- |
| 1r                          | João Almeida                | Deceuninck-Quick Step       | 84 pts                      |                             |
| 2n                          | Michał Kwiatkowski          | Ineos Grenadiers            | 83 pts                      |                             |
| 3r                          | Matej Mohorič               | Bahrain Victorious          | 80 pts                      |                             |
| 4t                          | Diego Ulissi                | UAE Team Emirates           | 69 pts                      |                             |
| 5è                          | Phil Bauhaus                | Bahrain Victorious          | 50 pts                      |                             |
| 6è                          | Mikkel Frølich Honoré       | Deceuninck-Quick Step       | 47 pts                      |                             |
| 7è                          | Hugo Hofstetter             | Israel Start-Up Nation      | 42 pts                      |                             |
| 8è                          | Dion Smith                  | BikeExchange                | 38 pts                      |                             |
| 9è                          | Tim Wellens                 | Lotto-Soudal                | 36 pts                      |                             |
| 10è                         | David Dekker                | Jumbo-Visma                 | 36 pts                      |                             |

| Classificació dels esprints | Classificació dels esprints | Classificació dels esprints | Classificació dels esprints | Classificació dels esprints |
| Corredor                    | Corredor                    | Equip                       | Punts                       |                             |
| --------------------------- | --------------------------- | --------------------------- | --------------------------- | --------------------------- |
| 1r                          | João Almeida                | Deceuninck-Quick Step       | 84 pts                      |                             |
| 2n                          | Michał Kwiatkowski          | Ineos Grenadiers            | 83 pts                      |                             |
| 3r                          | Matej Mohorič               | Bahrain Victorious          | 80 pts                      |                             |
| 4t                          | Diego Ulissi                | UAE Team Emirates           | 69 pts                      |                             |
| 5è                          | Phil Bauhaus                | Bahrain Victorious          | 50 pts                      |                             |
| 6è                          | Mikkel Frølich Honoré       | Deceuninck-Quick Step       | 47 pts                      |                             |
| 7è                          | Hugo Hofstetter             | Israel Start-Up Nation      | 42 pts                      |                             |
| 8è                          | Dion Smith                  | BikeExchange                | 38 pts                      |                             |
| 9è                          | Tim Wellens                 | Lotto-Soudal                | 36 pts                      |                             |
| 10è                         | David Dekker                | Jumbo-Visma                 | 36 pts                      |                             |

| Classificació de la muntanya | Classificació de la muntanya | Classificació de la muntanya | Classificació de la muntanya | Classificació de la muntanya |
| Corredor                     | Corredor                     | Equip                        | Punts                        |                              |
| ---------------------------- | ---------------------------- | ---------------------------- | ---------------------------- | ---------------------------- |
| 1r                           | Łukasz Owsian                | Polònia                      | 50 pts                       |                              |
| 2n                           | Emīls Liepiņš                | Trek-Segafredo               | 30 pts                       |                              |
| 3r                           | Jonas Rickaert               | Alpecin-Fenix                | 22 pts                       |                              |
| 4t                           | Daniel Arroyave Cañas        | EF Education-Nippo           | 22 pts                       |                              |
| 5è                           | Yevgeniy Fedorov             | Astana-Premier Tech          | 9 pts                        |                              |
| 6è                           | Michał Paluta                | Global 6 Cycling             | 8 pts                        |                              |
| 7è                           | Attila Valter                | Groupama-FDJ                 | 6 pts                        |                              |
| 8è                           | Lukas Pöstlberger            | Bora-Hansgrohe               | 5 pts                        |                              |
| 9è                           | Filippo Conca                | Lotto-Soudal                 | 5 pts                        |                              |
| 10è                          | Marco Canola                 | Gazprom-RusVelo              | 5 pts                        |                              |

| Classificació de la muntanya | Classificació de la muntanya | Classificació de la muntanya | Classificació de la muntanya | Classificació de la muntanya |
| Corredor                     | Corredor                     | Equip                        | Punts                        |                              |
| ---------------------------- | ---------------------------- | ---------------------------- | ---------------------------- | ---------------------------- |
| 1r                           | Łukasz Owsian                | Polònia                      | 50 pts                       |                              |
| 2n                           | Emīls Liepiņš                | Trek-Segafredo               | 30 pts                       |                              |
| 3r                           | Jonas Rickaert               | Alpecin-Fenix                | 22 pts                       |                              |
| 4t                           | Daniel Arroyave Cañas        | EF Education-Nippo           | 22 pts                       |                              |
| 5è                           | Yevgeniy Fedorov             | Astana-Premier Tech          | 9 pts                        |                              |
| 6è                           | Michał Paluta                | Global 6 Cycling             | 8 pts                        |                              |
| 7è                           | Attila Valter                | Groupama-FDJ                 | 6 pts                        |                              |
| 8è                           | Lukas Pöstlberger            | Bora-Hansgrohe               | 5 pts                        |                              |
| 9è                           | Filippo Conca                | Lotto-Soudal                 | 5 pts                        |                              |
| 10è                          | Marco Canola                 | Gazprom-RusVelo              | 5 pts                        |                              |

| Classificació de la combativitat | Classificació de la combativitat | Classificació de la combativitat   | Classificació de la combativitat | Classificació de la combativitat |
| Corredor                         | Corredor                         | Equip                              | Punts                            |                                  |
| -------------------------------- | -------------------------------- | ---------------------------------- | -------------------------------- | -------------------------------- |
| 1r                               | Taco van der Hoorn               | Intermarché-Wanty-Gobert Matériaux | 14 pts                           |                                  |
| 2n                               | Yevgeniy Fedorov                 | Astana-Premier Tech                | 6 pts                            |                                  |
| 3r                               | Edward Theuns                    | Trek-Segafredo                     | 5 pts                            |                                  |
| 4t                               | Daniel Arroyave Cañas            | EF Education-Nippo                 | 4 pts                            |                                  |
| 5è                               | Gabriel Cullaigh                 | Movistar Team                      | 4 pts                            |                                  |
| 6è                               | Michał Paluta                    | Polònia                            | 4 pts                            |                                  |
| 7è                               | Michał Kwiatkowski               | Ineos Grenadiers                   | 3 pts                            |                                  |
| 8è                               | Quinten Hermans                  | Intermarché-Wanty-Gobert Matériaux | 3 pts                            |                                  |
| 9è                               | Julius van den Berg              | EF Education-Nippo                 | 3 pts                            |                                  |
| 10è                              | Norman Vahtra                    | Israel Start-Up Nation             | 3 pts                            |                                  |

| Classificació de la combativitat | Classificació de la combativitat | Classificació de la combativitat   | Classificació de la combativitat | Classificació de la combativitat |
| Corredor                         | Corredor                         | Equip                              | Punts                            |                                  |
| -------------------------------- | -------------------------------- | ---------------------------------- | -------------------------------- | -------------------------------- |
| 1r                               | Taco van der Hoorn               | Intermarché-Wanty-Gobert Matériaux | 14 pts                           |                                  |
| 2n                               | Yevgeniy Fedorov                 | Astana-Premier Tech                | 6 pts                            |                                  |
| 3r                               | Edward Theuns                    | Trek-Segafredo                     | 5 pts                            |                                  |
| 4t                               | Daniel Arroyave Cañas            | EF Education-Nippo                 | 4 pts                            |                                  |
| 5è                               | Gabriel Cullaigh                 | Movistar Team                      | 4 pts                            |                                  |
| 6è                               | Michał Paluta                    | Polònia                            | 4 pts                            |                                  |
| 7è                               | Michał Kwiatkowski               | Ineos Grenadiers                   | 3 pts                            |                                  |
| 8è                               | Quinten Hermans                  | Intermarché-Wanty-Gobert Matériaux | 3 pts                            |                                  |
| 9è                               | Julius van den Berg              | EF Education-Nippo                 | 3 pts                            |                                  |
| 10è                              | Norman Vahtra                    | Israel Start-Up Nation             | 3 pts                            |                                  |

| Classificació per equips | Classificació per equips           | Classificació per equips | Classificació per equips |
| Equip                    | Equip                              | Temps                    |                          |
| ------------------------ | ---------------------------------- | ------------------------ | ------------------------ |
| 1r                       | Deceuninck-Quick Step              | 78h 51' 42"              |                          |
| 2n                       | Alpecin-Fenix                      | + 1' 52"                 |                          |
| 3r                       | Intermarché-Wanty-Gobert Matériaux | + 2' 20"                 |                          |
| 4t                       | Lotto Soudal                       | + 2' 21"                 |                          |
| 5è                       | AG2R La Mondiale                   | + 3' 06"                 |                          |
| 6è                       | Team BikeExchange                  | + 3' 06"                 |                          |
| 7è                       | Movistar Team                      | + 6' 14"                 |                          |
| 8è                       | Jumbo-Visma                        | + 7' 30"                 |                          |
| 9è                       | Astana-Premier Tech                | + 7' 55"                 |                          |
| 10è                      | Team DSM                           | + 9' 59"                 |                          |

| Classificació per equips | Classificació per equips           | Classificació per equips | Classificació per equips |
| Equip                    | Equip                              | Temps                    |                          |
| ------------------------ | ---------------------------------- | ------------------------ | ------------------------ |
| 1r                       | Deceuninck-Quick Step              | 78h 51' 42"              |                          |
| 2n                       | Alpecin-Fenix                      | + 1' 52"                 |                          |
| 3r                       | Intermarché-Wanty-Gobert Matériaux | + 2' 20"                 |                          |
| 4t                       | Lotto Soudal                       | + 2' 21"                 |                          |
| 5è                       | AG2R La Mondiale                   | + 3' 06"                 |                          |
| 6è                       | Team BikeExchange                  | + 3' 06"                 |                          |
| 7è                       | Movistar Team                      | + 6' 14"                 |                          |
| 8è                       | Jumbo-Visma                        | + 7' 30"                 |                          |
| 9è                       | Astana-Premier Tech                | + 7' 55"                 |                          |
| 10è                      | Team DSM                           | + 9' 59"                 |                          |

## Evolució de les classificacions
| Etapa                  | Vencedor               | Classificació general Żółta koszulka Skandia | Classificació per punts Klasyfikacja sprinterska Hyundai | Classificació de la muntanya Klasyfikacja górska Tauron | Classificació de les metes volants Klasyfikacja najaktywniejszych | Millor polonès Najlepszy Polak | Classificació per equips Klasyfikacja drużynowa |
| ---------------------- | ---------------------- | -------------------------------------------- | -------------------------------------------------------- | ------------------------------------------------------- | ----------------------------------------------------------------- | ------------------------------ | ----------------------------------------------- |
| 1                      | Phil Bauhaus           | Phil Bauhaus                                 | Phil Bauhaus                                             | Michał Paluta                                           | Yevgeniy Fedorov                                                  | Michał Kwiatkowski             | Bahrain Victorious                              |
| 2                      | João Almeida           | João Almeida                                 | Matej Mohorič                                            | Michał Paluta                                           | Yevgeniy Fedorov                                                  | Michał Kwiatkowski             | Intermarché-Wanty-Gobert Matériaux              |
| 3                      | Fernando Gaviria       | João Almeida                                 | Michał Kwiatkowski                                       | Łukasz Owsian                                           | Taco van der Hoorn                                                | Michał Kwiatkowski             | Intermarché-Wanty-Gobert Matériaux              |
| 4                      | João Almeida           | João Almeida                                 | Michał Kwiatkowski                                       | Łukasz Owsian                                           | Taco van der Hoorn                                                | Michał Kwiatkowski             | Intermarché-Wanty-Gobert Matériaux              |
| 5                      | Nikias Arndt           | João Almeida                                 | Matej Mohorič                                            | Łukasz Owsian                                           | Taco van der Hoorn                                                | Michał Kwiatkowski             | Intermarché-Wanty-Gobert Matériaux              |
| 6                      | Rémi Cavagna           | João Almeida                                 | João Almeida                                             | Łukasz Owsian                                           | Taco van der Hoorn                                                | Michał Kwiatkowski             | Deceuninck-Quick Step                           |
| 7                      | Julius van den Berg    | João Almeida                                 | João Almeida                                             | Łukasz Owsian                                           | Taco van der Hoorn                                                | Michał Kwiatkowski             | Deceuninck-Quick Step                           |
| Classificacions finals | Classificacions finals | João Almeida                                 | João Almeida                                             | Łukasz Owsian                                           | Taco van der Hoorn                                                | Michał Kwiatkowski             | Deceuninck-Quick Step                           |

## Llista de participants
| Deceuninck-Quick Step DQT | Deceuninck-Quick Step DQT   | Deceuninck-Quick Step DQT |
| ------------------------- | --------------------------- | ------------------------- |
| Núm                       | Ciclista                    | Pos                       |
| 1                         | João Almeida (POR) (crono)  | 1r                        |
| 2                         | Rémi Cavagna (FRA) (ruta)   | 34è                       |
| 3                         | Tim Declercq (BEL)          | 44è                       |
| 4                         | Ian Garrison (USA)          | 138è                      |
| 5                         | Álvaro Hodeg Chagui (COL)   | 127è                      |
| 6                         | Mikkel Frølich Honoré (DEN) | 5è                        |
| 7                         | Stijn Steels (BEL)          | 139è                      |

| AG2R Citroën Team ACT | AG2R Citroën Team ACT   | AG2R Citroën Team ACT |
| --------------------- | ----------------------- | --------------------- |
| Núm                   | Ciclista                | Pos                   |
| 11                    | Tony Gallopin (FRA)     | 16è                   |
| 12                    | Clément Berthet (FRA)   | 14è                   |
| 13                    | Anthony Jullien (FRA)   | 132è                  |
| 14                    | Nans Peters (FRA)       | 70è                   |
| 15                    | Gijs Van Hoecke (BEL)   | 72è                   |
| 16                    | Andrea Vendrame (ITA)   | 39è                   |
| 17                    | Lawrence Warbasse (USA) | 65è                   |

| Astana-Premier Tech APT | Astana-Premier Tech APT       | Astana-Premier Tech APT |
| ----------------------- | ----------------------------- | ----------------------- |
| Núm                     | Ciclista                      | Pos                     |
| 21                      | Manuele Boaro (ITA)           | 95è                     |
| 22                      | Yevgeniy Fedorov (KAZ) (ruta) | 112è                    |
| 23                      | Davide Martinelli (ITA)       | 130è                    |
| 24                      | Vadim Pronskiy (KAZ)          | 33è                     |
| 25                      | Matteo Sobrero (ITA) (crono)  | 62è                     |
| 26                      | Nikita Stalnow (KAZ)          | 98è                     |
| 27                      | Jonas Gregaard Wilsly (DEN)   | 24è                     |

| Bahrain Victorious TBV | Bahrain Victorious TBV     | Bahrain Victorious TBV |
| ---------------------- | -------------------------- | ---------------------- |
| Núm                    | Ciclista                   | Pos                    |
| 31                     | Phil Bauhaus (GER)         | 88è                    |
| 32                     | Eros Capecchi (ITA)        | 109è                   |
| 33                     | Dylan Teuns (BEL)          | 8è                     |
| 34                     | Kevin Inkelaar (NED)       | 91è                    |
| 35                     | Heinrich Haussler (AUS)    | NP-3                   |
| 36                     | Matej Mohorič (SLO) (ruta) | 2n                     |
| 37                     | Marcel Sieberg (GER)       | 140è                   |

| Bora-Hansgrohe BOH | Bora-Hansgrohe BOH          | Bora-Hansgrohe BOH |
| ------------------ | --------------------------- | ------------------ |
| Núm                | Ciclista                    | Pos                |
| 41                 | Pascal Ackermann (GER)      | DNF-1              |
| 42                 | Giovanni Aleotti (ITA)      | 11è                |
| 43                 | Maciej Bodnar (POL) (crono) | 56è                |
| 44                 | Marcus Burghardt (GER)      | DNF-1              |
| 45                 | Matteo Fabbro (ITA)         | NP-4               |
| 46                 | Lukas Pöstlberger (AUT)     | 102è               |
| 47                 | Michael Schwarzmann (GER)   | 93è                |

| Cofidis COF | Cofidis COF                   | Cofidis COF |
| ----------- | ----------------------------- | ----------- |
| Núm         | Ciclista                      | Pos         |
| 52          | Tom Bohli (SUI)               | 133è        |
| 53          | Attilio Viviani (ITA)         | 82è         |
| 54          | Rubén Fernández Andújar (ESP) | 20è         |
| 55          | Fabio Sabatini (ITA)          | 129è        |
| 56          | Natnael Berhane (ERI)         | 71è         |

| EF Education-Nippo EFN | EF Education-Nippo EFN      | EF Education-Nippo EFN |
| ---------------------- | --------------------------- | ---------------------- |
| Núm                    | Ciclista                    | Pos                    |
| 61                     | Daniel Arroyave Cañas (COL) | 101è                   |
| 62                     | Fumiyuki Beppu (JPN)        | 119è                   |
| 63                     | Julien El Fares (FRA)       | 59è                    |
| 64                     | Sebastian Langeveld (NED)   | 111è                   |
| 65                     | Logan Owen (USA)            | 38è                    |
| 66                     | Thomas Scully (NZL)         | NP-2                   |
| 67                     | Julius van den Berg (NED)   | 124è                   |

| Groupama-FDJ GFC | Groupama-FDJ GFC       | Groupama-FDJ GFC |
| ---------------- | ---------------------- | ---------------- |
| Núm              | Ciclista               | Pos              |
| 71               | William Bonnet (FRA)   | 136è             |
| 72               | Clément Davy (FRA)     | 122è             |
| 73               | Antoine Duchesne (CAN) | 75è              |
| 74               | Fabian Lienhard (SUI)  | 81è              |
| 75               | Romain Seigle (FRA)    | 18è              |
| 76               | Jake Stewart (GBR)     | 52è              |
| 77               | Attila Valter (HUN)    | 55è              |

| Ineos Grenadiers IGD | Ineos Grenadiers IGD            | Ineos Grenadiers IGD |
| -------------------- | ------------------------------- | -------------------- |
| Núm                  | Ciclista                        | Pos                  |
| 81                   | Andrey Amador Bikkazakova (CRC) | 77è                  |
| 82                   | Owain Doull (GBR)               | 69è                  |
| 83                   | Tao Geoghegan Hart (GBR)        | 54è                  |
| 84                   | Michał Gołaś (POL)              | 106è                 |
| 85                   | Gianni Moscon (ITA)             | 120è                 |
| 86                   | Michał Kwiatkowski (POL)        | 3r                   |
| 87                   | Luke Rowe (GBR)                 | 92è                  |

| Intermarché-Wanty-Gobert Matériaux IWG | Intermarché-Wanty-Gobert Matériaux IWG | Intermarché-Wanty-Gobert Matériaux IWG |
| -------------------------------------- | -------------------------------------- | -------------------------------------- |
| Núm                                    | Ciclista                               | Pos                                    |
| 91                                     | Biniam Girmay (ERI)                    | 32è                                    |
| 92                                     | Quinten Hermans (BEL)                  | 17è                                    |
| 93                                     | Andrea Pasqualon (ITA)                 | 61è                                    |
| 94                                     | Lorenzo Rota (ITA)                     | 12è                                    |
| 95                                     | Taco van der Hoorn (NED)               | 128è                                   |
| 96                                     | Pieter Vanspeybrouck (BEL)             | 114è                                   |
| 97                                     | Georg Zimmermann (GER)                 | 35è                                    |

| Israel Start-Up Nation ISN | Israel Start-Up Nation ISN     | Israel Start-Up Nation ISN |
| -------------------------- | ------------------------------ | -------------------------- |
| Núm                        | Ciclista                       | Pos                        |
| 101                        | Patrick Bevin (NZL)            | NP-2                       |
| 102                        | Jenthe Biermans (BEL)          | 36è                        |
| 103                        | Matthias Brändle (AUT) (crono) | 123è                       |
| 104                        | Alessandro De Marchi (ITA)     | 51è                        |
| 105                        | Alexis Renard (FRA)            | 62è                        |
| 106                        | Hugo Hofstetter (FRA)          | 87è                        |
| 107                        | Norman Vahtra (EST)            | 134è                       |

| Jumbo-Visma TJV | Jumbo-Visma TJV             | Jumbo-Visma TJV |
| --------------- | --------------------------- | --------------- |
| Núm             | Ciclista                    | Pos             |
| 111             | David Dekker (NED)          | 94è             |
| 112             | Pascal Eenkhoorn (NED)      | 10è             |
| 113             | Jos van Emden (NED)         | 99è             |
| 114             | George Bennett (NZL) (ruta) | 19è             |
| 115             | Christoph Pfingsten (GER)   | 47è             |
| 116             | Antwan Tolhoek (NED)        | NP-4            |
| 117             | Olav Kooij (NED)            | 125è            |

| Movistar Team MOV | Movistar Team MOV         | Movistar Team MOV |
| ----------------- | ------------------------- | ----------------- |
| Núm               | Ciclista                  | Pos               |
| 121               | Jorge Arcas (ESP)         | 68è               |
| 122               | Dario Cataldo (ITA)       | 45è               |
| 123               | Iván García Cortina (ESP) | 96è               |
| 124               | Gabriel Cullaigh (GBR)    | 78è               |
| 125               | Matteo Jorgenson (USA)    | 113è              |
| 126               | Einer Rubio (COL)         | 23è               |
| 127               | Davide Villella (ITA)     | 28è               |

| BikeExchange BEX | BikeExchange BEX         | BikeExchange BEX |
| ---------------- | ------------------------ | ---------------- |
| Núm              | Ciclista                 | Pos              |
| 131              | Kaden Groves (AUS)       | DQ-3             |
| 132              | Tanel Kangert (EST)      | 15è              |
| 133              | Alexander Konychev (ITA) | 89è              |
| 134              | Michael Hepburn (AUS)    | DNF-5            |
| 135              | Barnabás Peák (HUN)      | 58è              |
| 136              | Tsgabu Grmay (ETH)       | 40è              |
| 137              | Dion Smith (NZL)         | 13è              |

| Lotto-Soudal LTS | Lotto-Soudal LTS         | Lotto-Soudal LTS |
| ---------------- | ------------------------ | ---------------- |
| Núm              | Ciclista                 | Pos              |
| 141              | Filippo Conca (ITA)      | 48è              |
| 142              | Xandres Vervloesem (BEL) | 60è              |
| 144              | John Degenkolb (GER)     | 79è              |
| 145              | Kobe Goossens (BEL)      | 27è              |
| 146              | Tomasz Marczyński (POL)  | 83è              |
| 147              | Stefano Oldani (ITA)     | 25è              |
| 148              | Tim Wellens (BEL)        | 6è               |

| Team DSM DSM | Team DSM DSM         | Team DSM DSM |
| ------------ | -------------------- | ------------ |
| Núm          | Ciclista             | Pos          |
| 151          | Nikias Arndt (GER)   | 64è          |
| 152          | Romain Combaud (FRA) | 49è          |
| 153          | Jai Hindley (AUS)    | 7è           |
| 154          | Max Kanter (GER)     | 100è         |
| 155          | Niklas Märkl (GER)   | 103è         |
| 156          | Nicolas Roche (IRL)  | 37è          |
| 157          | Florian Stork (GER)  | 131è         |

| Qhubeka NextHash TQA | Qhubeka NextHash TQA        | Qhubeka NextHash TQA |
| -------------------- | --------------------------- | -------------------- |
| Núm                  | Ciclista                    | Pos                  |
| 161                  | Carlos Barbero Cuesta (ESP) | 42è                  |
| 162                  | Sean Bennett (USA)          | 90è                  |
| 163                  | Simon Clarke (AUS)          | 85è                  |
| 164                  | Kilian Frankiny (SUI)       | DNF-1                |
| 165                  | Robert Power (AUS)          | 137è                 |
| 166                  | Max Walscheid (GER)         | 126è                 |
| 167                  | Łukasz Wiśniowski (POL)     | 80è                  |

| Trek-Segafredo TFS | Trek-Segafredo TFS           | Trek-Segafredo TFS |
| ------------------ | ---------------------------- | ------------------ |
| Núm                | Ciclista                     | Pos                |
| 171                | Amanuel Gebrezgabihier (ERI) | 43è                |
| 172                | Emīls Liepiņš (LAT)          | 104è               |
| 173                | Ryan Mullen (IRL)            | 97è                |
| 174                | Charlie Quaterman (GBR)      | 118è               |
| 176                | Edward Theuns (BEL)          | 76è                |
| 177                | Antonio Tiberi (ITA)         | DNF-7              |

| UAE Team Emirates UAD | UAE Team Emirates UAD                 | UAE Team Emirates UAD |
| --------------------- | ------------------------------------- | --------------------- |
| Núm                   | Ciclista                              | Pos                   |
| 181                   | Mikkel Bjerg (DEN)                    | 117è                  |
| 182                   | Alessandro Covi (ITA)                 | 21è                   |
| 183                   | Fernando Gaviria Rendón (COL)         | 116è                  |
| 184                   | Marco Marcato (ITA)                   | 108è                  |
| 185                   | Maximiliano Richeze Araquistain (ARG) | 121è                  |
| 186                   | Oliviero Troia (ITA)                  | 135è                  |
| 187                   | Diego Ulissi (ITA)                    | 4t                    |

| Alpecin-Fenix AFC | Alpecin-Fenix AFC           | Alpecin-Fenix AFC |
| ----------------- | --------------------------- | ----------------- |
| Núm               | Ciclista                    | Pos               |
| 191               | Ben Tulett (GBR)            | 9è                |
| 192               | Xandro Meurisse (BEL)       | 31è               |
| 193               | Jonas Rickaert (BEL)        | 50è               |
| 194               | Silvan Dillier (SUI) (ruta) | 30è               |
| 195               | Kristian Sbaragli (ITA)     | 29è               |
| 196               | Senne Leysen (BEL)          | 53è               |
| 197               | Lionel Taminiaux (BEL)      | 105è              |

| Gazprom-RusVelo GAZ | Gazprom-RusVelo GAZ      | Gazprom-RusVelo GAZ |
| ------------------- | ------------------------ | ------------------- |
| Núm                 | Ciclista                 | Pos                 |
| 201                 | Ilnur Zakarin (RUS)      | 22è                 |
| 202                 | Denís Nekràssov (RUS)    | 26è                 |
| 203                 | Artiom Nitx (RUS) (ruta) | 73è                 |
| 204                 | Pàvel Koixetkov (RUS)    | 84è                 |
| 205                 | Marco Canola (ITA)       | 66è                 |
| 206                 | Ievgueni Xalunov (RUS)   | 57è                 |
| 207                 | Ígor Bóiev (RUS)         | 110è                |

| Polònia POL | Polònia POL            | Polònia POL |
| ----------- | ---------------------- | ----------- |
| Núm         | Ciclista               | Pos         |
| 211         | Stanisław Aniołkowski  | 115è        |
| 212         | Piotr Brożyna          | 46è         |
| 213         | Michał Paluta          | 86è         |
| 214         | Filip Maciejuk         | 107è        |
| 215         | Łukasz Owsian          | 67è         |
| 216         | Maciej Paterski (ruta) | 41è         |
| 217         | Patryk Stosz           | 74è         |

| Deceuninck-Quick Step DQT | Deceuninck-Quick Step DQT   | Deceuninck-Quick Step DQT |
| ------------------------- | --------------------------- | ------------------------- |
| Núm                       | Ciclista                    | Pos                       |
| 1                         | João Almeida (POR) (crono)  | 1r                        |
| 2                         | Rémi Cavagna (FRA) (ruta)   | 34è                       |
| 3                         | Tim Declercq (BEL)          | 44è                       |
| 4                         | Ian Garrison (USA)          | 138è                      |
| 5                         | Álvaro Hodeg Chagui (COL)   | 127è                      |
| 6                         | Mikkel Frølich Honoré (DEN) | 5è                        |
| 7                         | Stijn Steels (BEL)          | 139è                      |

| AG2R Citroën Team ACT | AG2R Citroën Team ACT   | AG2R Citroën Team ACT |
| --------------------- | ----------------------- | --------------------- |
| Núm                   | Ciclista                | Pos                   |
| 11                    | Tony Gallopin (FRA)     | 16è                   |
| 12                    | Clément Berthet (FRA)   | 14è                   |
| 13                    | Anthony Jullien (FRA)   | 132è                  |
| 14                    | Nans Peters (FRA)       | 70è                   |
| 15                    | Gijs Van Hoecke (BEL)   | 72è                   |
| 16                    | Andrea Vendrame (ITA)   | 39è                   |
| 17                    | Lawrence Warbasse (USA) | 65è                   |

| Astana-Premier Tech APT | Astana-Premier Tech APT       | Astana-Premier Tech APT |
| ----------------------- | ----------------------------- | ----------------------- |
| Núm                     | Ciclista                      | Pos                     |
| 21                      | Manuele Boaro (ITA)           | 95è                     |
| 22                      | Yevgeniy Fedorov (KAZ) (ruta) | 112è                    |
| 23                      | Davide Martinelli (ITA)       | 130è                    |
| 24                      | Vadim Pronskiy (KAZ)          | 33è                     |
| 25                      | Matteo Sobrero (ITA) (crono)  | 62è                     |
| 26                      | Nikita Stalnow (KAZ)          | 98è                     |
| 27                      | Jonas Gregaard Wilsly (DEN)   | 24è                     |

| Bahrain Victorious TBV | Bahrain Victorious TBV     | Bahrain Victorious TBV |
| ---------------------- | -------------------------- | ---------------------- |
| Núm                    | Ciclista                   | Pos                    |
| 31                     | Phil Bauhaus (GER)         | 88è                    |
| 32                     | Eros Capecchi (ITA)        | 109è                   |
| 33                     | Dylan Teuns (BEL)          | 8è                     |
| 34                     | Kevin Inkelaar (NED)       | 91è                    |
| 35                     | Heinrich Haussler (AUS)    | NP-3                   |
| 36                     | Matej Mohorič (SLO) (ruta) | 2n                     |
| 37                     | Marcel Sieberg (GER)       | 140è                   |

| Bora-Hansgrohe BOH | Bora-Hansgrohe BOH          | Bora-Hansgrohe BOH |
| ------------------ | --------------------------- | ------------------ |
| Núm                | Ciclista                    | Pos                |
| 41                 | Pascal Ackermann (GER)      | DNF-1              |
| 42                 | Giovanni Aleotti (ITA)      | 11è                |
| 43                 | Maciej Bodnar (POL) (crono) | 56è                |
| 44                 | Marcus Burghardt (GER)      | DNF-1              |
| 45                 | Matteo Fabbro (ITA)         | NP-4               |
| 46                 | Lukas Pöstlberger (AUT)     | 102è               |
| 47                 | Michael Schwarzmann (GER)   | 93è                |

| Cofidis COF | Cofidis COF                   | Cofidis COF |
| ----------- | ----------------------------- | ----------- |
| Núm         | Ciclista                      | Pos         |
| 52          | Tom Bohli (SUI)               | 133è        |
| 53          | Attilio Viviani (ITA)         | 82è         |
| 54          | Rubén Fernández Andújar (ESP) | 20è         |
| 55          | Fabio Sabatini (ITA)          | 129è        |
| 56          | Natnael Berhane (ERI)         | 71è         |

| EF Education-Nippo EFN | EF Education-Nippo EFN      | EF Education-Nippo EFN |
| ---------------------- | --------------------------- | ---------------------- |
| Núm                    | Ciclista                    | Pos                    |
| 61                     | Daniel Arroyave Cañas (COL) | 101è                   |
| 62                     | Fumiyuki Beppu (JPN)        | 119è                   |
| 63                     | Julien El Fares (FRA)       | 59è                    |
| 64                     | Sebastian Langeveld (NED)   | 111è                   |
| 65                     | Logan Owen (USA)            | 38è                    |
| 66                     | Thomas Scully (NZL)         | NP-2                   |
| 67                     | Julius van den Berg (NED)   | 124è                   |

| Groupama-FDJ GFC | Groupama-FDJ GFC       | Groupama-FDJ GFC |
| ---------------- | ---------------------- | ---------------- |
| Núm              | Ciclista               | Pos              |
| 71               | William Bonnet (FRA)   | 136è             |
| 72               | Clément Davy (FRA)     | 122è             |
| 73               | Antoine Duchesne (CAN) | 75è              |
| 74               | Fabian Lienhard (SUI)  | 81è              |
| 75               | Romain Seigle (FRA)    | 18è              |
| 76               | Jake Stewart (GBR)     | 52è              |
| 77               | Attila Valter (HUN)    | 55è              |

| Ineos Grenadiers IGD | Ineos Grenadiers IGD            | Ineos Grenadiers IGD |
| -------------------- | ------------------------------- | -------------------- |
| Núm                  | Ciclista                        | Pos                  |
| 81                   | Andrey Amador Bikkazakova (CRC) | 77è                  |
| 82                   | Owain Doull (GBR)               | 69è                  |
| 83                   | Tao Geoghegan Hart (GBR)        | 54è                  |
| 84                   | Michał Gołaś (POL)              | 106è                 |
| 85                   | Gianni Moscon (ITA)             | 120è                 |
| 86                   | Michał Kwiatkowski (POL)        | 3r                   |
| 87                   | Luke Rowe (GBR)                 | 92è                  |

| Intermarché-Wanty-Gobert Matériaux IWG | Intermarché-Wanty-Gobert Matériaux IWG | Intermarché-Wanty-Gobert Matériaux IWG |
| -------------------------------------- | -------------------------------------- | -------------------------------------- |
| Núm                                    | Ciclista                               | Pos                                    |
| 91                                     | Biniam Girmay (ERI)                    | 32è                                    |
| 92                                     | Quinten Hermans (BEL)                  | 17è                                    |
| 93                                     | Andrea Pasqualon (ITA)                 | 61è                                    |
| 94                                     | Lorenzo Rota (ITA)                     | 12è                                    |
| 95                                     | Taco van der Hoorn (NED)               | 128è                                   |
| 96                                     | Pieter Vanspeybrouck (BEL)             | 114è                                   |
| 97                                     | Georg Zimmermann (GER)                 | 35è                                    |

| Israel Start-Up Nation ISN | Israel Start-Up Nation ISN     | Israel Start-Up Nation ISN |
| -------------------------- | ------------------------------ | -------------------------- |
| Núm                        | Ciclista                       | Pos                        |
| 101                        | Patrick Bevin (NZL)            | NP-2                       |
| 102                        | Jenthe Biermans (BEL)          | 36è                        |
| 103                        | Matthias Brändle (AUT) (crono) | 123è                       |
| 104                        | Alessandro De Marchi (ITA)     | 51è                        |
| 105                        | Alexis Renard (FRA)            | 62è                        |
| 106                        | Hugo Hofstetter (FRA)          | 87è                        |
| 107                        | Norman Vahtra (EST)            | 134è                       |

| Jumbo-Visma TJV | Jumbo-Visma TJV             | Jumbo-Visma TJV |
| --------------- | --------------------------- | --------------- |
| Núm             | Ciclista                    | Pos             |
| 111             | David Dekker (NED)          | 94è             |
| 112             | Pascal Eenkhoorn (NED)      | 10è             |
| 113             | Jos van Emden (NED)         | 99è             |
| 114             | George Bennett (NZL) (ruta) | 19è             |
| 115             | Christoph Pfingsten (GER)   | 47è             |
| 116             | Antwan Tolhoek (NED)        | NP-4            |
| 117             | Olav Kooij (NED)            | 125è            |

| Movistar Team MOV | Movistar Team MOV         | Movistar Team MOV |
| ----------------- | ------------------------- | ----------------- |
| Núm               | Ciclista                  | Pos               |
| 121               | Jorge Arcas (ESP)         | 68è               |
| 122               | Dario Cataldo (ITA)       | 45è               |
| 123               | Iván García Cortina (ESP) | 96è               |
| 124               | Gabriel Cullaigh (GBR)    | 78è               |
| 125               | Matteo Jorgenson (USA)    | 113è              |
| 126               | Einer Rubio (COL)         | 23è               |
| 127               | Davide Villella (ITA)     | 28è               |

| BikeExchange BEX | BikeExchange BEX         | BikeExchange BEX |
| ---------------- | ------------------------ | ---------------- |
| Núm              | Ciclista                 | Pos              |
| 131              | Kaden Groves (AUS)       | DQ-3             |
| 132              | Tanel Kangert (EST)      | 15è              |
| 133              | Alexander Konychev (ITA) | 89è              |
| 134              | Michael Hepburn (AUS)    | DNF-5            |
| 135              | Barnabás Peák (HUN)      | 58è              |
| 136              | Tsgabu Grmay (ETH)       | 40è              |
| 137              | Dion Smith (NZL)         | 13è              |

| Lotto-Soudal LTS | Lotto-Soudal LTS         | Lotto-Soudal LTS |
| ---------------- | ------------------------ | ---------------- |
| Núm              | Ciclista                 | Pos              |
| 141              | Filippo Conca (ITA)      | 48è              |
| 142              | Xandres Vervloesem (BEL) | 60è              |
| 144              | John Degenkolb (GER)     | 79è              |
| 145              | Kobe Goossens (BEL)      | 27è              |
| 146              | Tomasz Marczyński (POL)  | 83è              |
| 147              | Stefano Oldani (ITA)     | 25è              |
| 148              | Tim Wellens (BEL)        | 6è               |

| Team DSM DSM | Team DSM DSM         | Team DSM DSM |
| ------------ | -------------------- | ------------ |
| Núm          | Ciclista             | Pos          |
| 151          | Nikias Arndt (GER)   | 64è          |
| 152          | Romain Combaud (FRA) | 49è          |
| 153          | Jai Hindley (AUS)    | 7è           |
| 154          | Max Kanter (GER)     | 100è         |
| 155          | Niklas Märkl (GER)   | 103è         |
| 156          | Nicolas Roche (IRL)  | 37è          |
| 157          | Florian Stork (GER)  | 131è         |

| Qhubeka NextHash TQA | Qhubeka NextHash TQA        | Qhubeka NextHash TQA |
| -------------------- | --------------------------- | -------------------- |
| Núm                  | Ciclista                    | Pos                  |
| 161                  | Carlos Barbero Cuesta (ESP) | 42è                  |
| 162                  | Sean Bennett (USA)          | 90è                  |
| 163                  | Simon Clarke (AUS)          | 85è                  |
| 164                  | Kilian Frankiny (SUI)       | DNF-1                |
| 165                  | Robert Power (AUS)          | 137è                 |
| 166                  | Max Walscheid (GER)         | 126è                 |
| 167                  | Łukasz Wiśniowski (POL)     | 80è                  |

| Trek-Segafredo TFS | Trek-Segafredo TFS           | Trek-Segafredo TFS |
| ------------------ | ---------------------------- | ------------------ |
| Núm                | Ciclista                     | Pos                |
| 171                | Amanuel Gebrezgabihier (ERI) | 43è                |
| 172                | Emīls Liepiņš (LAT)          | 104è               |
| 173                | Ryan Mullen (IRL)            | 97è                |
| 174                | Charlie Quaterman (GBR)      | 118è               |
| 176                | Edward Theuns (BEL)          | 76è                |
| 177                | Antonio Tiberi (ITA)         | DNF-7              |

| UAE Team Emirates UAD | UAE Team Emirates UAD                 | UAE Team Emirates UAD |
| --------------------- | ------------------------------------- | --------------------- |
| Núm                   | Ciclista                              | Pos                   |
| 181                   | Mikkel Bjerg (DEN)                    | 117è                  |
| 182                   | Alessandro Covi (ITA)                 | 21è                   |
| 183                   | Fernando Gaviria Rendón (COL)         | 116è                  |
| 184                   | Marco Marcato (ITA)                   | 108è                  |
| 185                   | Maximiliano Richeze Araquistain (ARG) | 121è                  |
| 186                   | Oliviero Troia (ITA)                  | 135è                  |
| 187                   | Diego Ulissi (ITA)                    | 4t                    |

| Alpecin-Fenix AFC | Alpecin-Fenix AFC           | Alpecin-Fenix AFC |
| ----------------- | --------------------------- | ----------------- |
| Núm               | Ciclista                    | Pos               |
| 191               | Ben Tulett (GBR)            | 9è                |
| 192               | Xandro Meurisse (BEL)       | 31è               |
| 193               | Jonas Rickaert (BEL)        | 50è               |
| 194               | Silvan Dillier (SUI) (ruta) | 30è               |
| 195               | Kristian Sbaragli (ITA)     | 29è               |
| 196               | Senne Leysen (BEL)          | 53è               |
| 197               | Lionel Taminiaux (BEL)      | 105è              |

| Gazprom-RusVelo GAZ | Gazprom-RusVelo GAZ      | Gazprom-RusVelo GAZ |
| ------------------- | ------------------------ | ------------------- |
| Núm                 | Ciclista                 | Pos                 |
| 201                 | Ilnur Zakarin (RUS)      | 22è                 |
| 202                 | Denís Nekràssov (RUS)    | 26è                 |
| 203                 | Artiom Nitx (RUS) (ruta) | 73è                 |
| 204                 | Pàvel Koixetkov (RUS)    | 84è                 |
| 205                 | Marco Canola (ITA)       | 66è                 |
| 206                 | Ievgueni Xalunov (RUS)   | 57è                 |
| 207                 | Ígor Bóiev (RUS)         | 110è                |

| Polònia POL | Polònia POL            | Polònia POL |
| ----------- | ---------------------- | ----------- |
| Núm         | Ciclista               | Pos         |
| 211         | Stanisław Aniołkowski  | 115è        |
| 212         | Piotr Brożyna          | 46è         |
| 213         | Michał Paluta          | 86è         |
| 214         | Filip Maciejuk         | 107è        |
| 215         | Łukasz Owsian          | 67è         |
| 216         | Maciej Paterski (ruta) | 41è         |
| 217         | Patryk Stosz           | 74è         |